# Lexter Lacroix
Lexter Santiago Lacroix Aravena (* 18. März 1962 in Talcahuano) ist ein ehemaliger chilenischer Fußballspieler. Der Abwehr- bzw. Mittelfeldspieler spielte zwei Länderspiele für die Nationalmannschaft Chiles.

## Karriere

### Verein
Lexter Lacroix schaffte 1984 den Sprung aus der Jugend in das Profiteam von Deportes Concepción. Nach einem Jahr in der zweiten Liga gelang dem Spieler mit dem Klub der Aufstieg in die Primera División. 1989 schloss sich der frisch gebackene Nationalspieler dem Zweitligisten CD Palestino an, mit dem der sofortige Aufstieg ins Oberhaus gelang. Nach vier Jahren in der Hauptstadt ging der Defensivspieler in den Norden des Landes, wo er fortan für Deportes Antofagasta auflief. 1996 spielte Lacroix seine letzte Profisaison bei Regional Atacama, das auf dem vorletzten Tabellenplatz aus der ersten Liga abstieg.

### Nationalmannschaft
Das Debüt in der chilenischen Nationalmannschaft gab Lexter Lacroix im November 1988 unter Orlando Aravena bei der Copa Juan Pinto Durán 1988 gegen Uruguay, als er zur Halbzeit für Roberto Reynero eingewechselt wurde. Danach bestritt der 1,80 m große Spieler noch im Januar 1989 ein Freundschaftsspiel gegen Ecuador. Dies war zugleich der letzte Einsatz von Lacroix  im Nationalteam.